# Xinjiang Flying Tigers
Pour les articles homonymes, voir Flying Tiger.
Les Xinjiang Guanghui Flying Tigers (en chinois 新疆广汇飞虎) sont une équipe chinoise de basket-ball jouant en Chinese Basketball Association (CBA). L'équipe est parfois appelée Xinjiang Flying Tigers ou Xinjiang Guanghui. L'équipe est domiciliée à Ürümqi dans la province du Xinjiang.

## Historique
Lors de la saison 2004-2005, les Flying Tigers finissent troisième de la division Nord mais perdent en quart-de-finale (premier tour) des play-offs contre les Jiangsu Dragons. Lors de la saison 2005-2006, les Flying Tigers sont deuxièmes de la division Nord mais perdent encore contre les Dragons en quart-de-finale. Les Flying Tigers terminent la saison 2006-2007 sur un bilan de 15 victoires et 15 défaites et ne participent pas aux play-offs.
Lors de la saison 2007-2008, les Flying Tigers, menés par David Jackson, nommé meilleur joueur de la CBA, finissent sur un record de 26 victoires pour 4 défaites, ex æquo avec les premiers, les Guangdong Southern Tigers. Mais l'équipe perd 18 points et manque les play-offs pour avoir aligné trois joueurs étrangers, en infraction avec les règles de la CBA. Mengke Bateer est nommé meilleur pivot de la CBA.
Lors de la saison 2008-2009, les Flying Tigers perdent dans une finale accrochée face aux Guangdong Southern Tigers après avoir battu successivement les Zhejiang Cyclones puis les Dragons. Deux joueurs de l'équipe sont sélectionnés dans l'équipe des étoiles : le pivot Mengke Bateer et l'ailier Xu Guochong.
L'équipe est sponsorisée par le groupe Xinjiang Guanghui.

## Joueurs et personnalités du club

### Entraîneurs successifs
- Li Qiuping
- 2002-2003 :  Jiang Xingquan
- 2009-2012 :  Jiang Xingquan
- 2017-2018 :  Igors Miglinieks

### Joueurs emblématiques
- Mengke Bateer
- Xue Yuyang
- Xu Guochong
- Aaron McGhee
- David Jackson
- Isaac Austin
- Alton Ford
- Corey Benjamin
- Kenyon Martin
- / Andray Blatche
- Juan Mendez
- Patrick Mills